# 張嘉郡
張嘉郡（1981年1月10日—），中華民國政治人物，中國國民黨籍，現任第11屆立法委員（全國不分區及僑居國外國民立法委員選舉區），同時為中國國民黨立法院黨團副書記長、中國國民黨雲林縣黨部主委，為雲林縣地方政治勢力雲林張派人物。

## 早年
張嘉郡出生於雲林縣土庫鎮，從小就讀虎尾國小、正心中學，之後前往英國留學，期間擔任中華民國旅英同學總會秘書長。碩士畢業後返台，於吳鳳技術學院擔任講師，也曾擔任雲林縣女青商會副會長以及張麗善的國會助理，卸任立委後更取得國立政治大學博士學位。

## 從政
2007年獲得中國國民黨徵召參選雲林海線立法委員，成功當選。2012年連任成功，任內擔任立法院英国议会議員聯誼會會長、國民黨中央常務委員，2016年決定放棄連任，由其弟張鎔麒代打，但因大環境不利及對手民主進步黨的蘇治芬挾帶九年縣長政績優勢，黯然落敗。2008年單一選區兩票制施行以來，首度在雲林出現綠營兩席立委全拿局面。
2020年國民黨再次徵召參選立委，最終以八千多票差距不敵尋求連任的蘇治芬，藍營在濁水溪以南維持全盤皆輸的劣勢。
2023年，在國民黨不分區立法委員名單中排名第十二名，睽違八年再次重回立法院。

## 選舉紀錄
| 年度 | 選舉屆數             | 選舉區                                 | 所屬政黨   | 得票數    | 得票率 | 當選標記 | 備註 |
| ---- | -------------------- | -------------------------------------- | ---------- | --------- | ------ | -------- | ---- |
| 2008 | 第七屆立法委員選舉   | 雲林縣第一選舉區                       | 中國國民黨 | 86,571    | 56.24% |          |      |
| 2012 | 第八屆立法委員選舉   | 雲林縣第一選舉區                       | 中國國民黨 | 90,811    | 50.44% |          |      |
| 2020 | 第十屆立法委員選舉   | 雲林縣第一選舉區                       | 中國國民黨 | 86,862    | 46.38% |          |      |
| 2024 | 第十一屆立法委員選舉 | 全國不分區及僑居國外國民立法委員選舉區 | 中國國民黨 | 4,764,576 | 34.58% |          |      |

## 個人生活

### 家族
- 張榮味：其父親，曾任雲林縣縣長、雲林縣議會議長、臺灣省商業會理事長。
- 張麗善：其姑姑，現任雲林縣縣長，曾任立法委員。[16]
- 張鎔麒：弟弟

## 外部連結
- 立法院-張嘉郡簡介 （页面存档备份，存于）
- . 立法院.   [2024-05-02]. （原始内容存档于2024-05-02）.
- 張嘉郡的Facebook專頁
- 張嘉郡的Instagram帳戶
- 張嘉郡的TikTok